# Annenschule (Dresden)

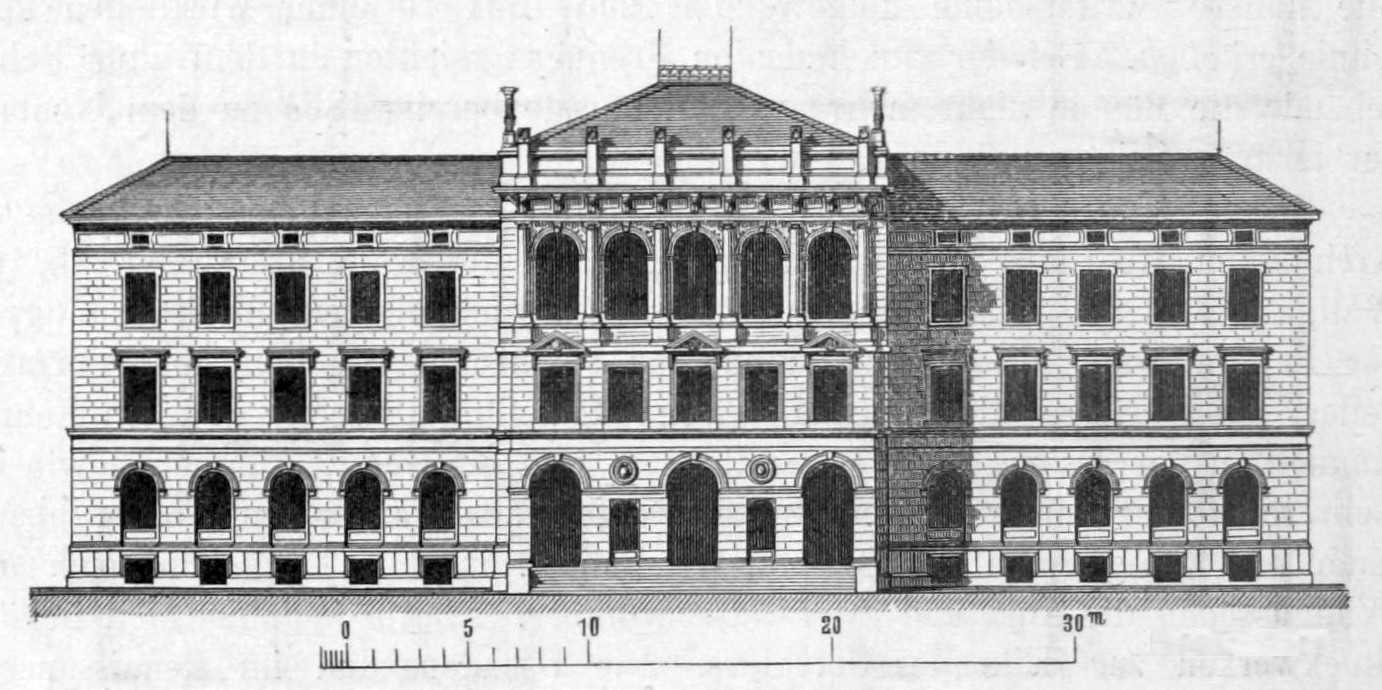
Annenschule 1878

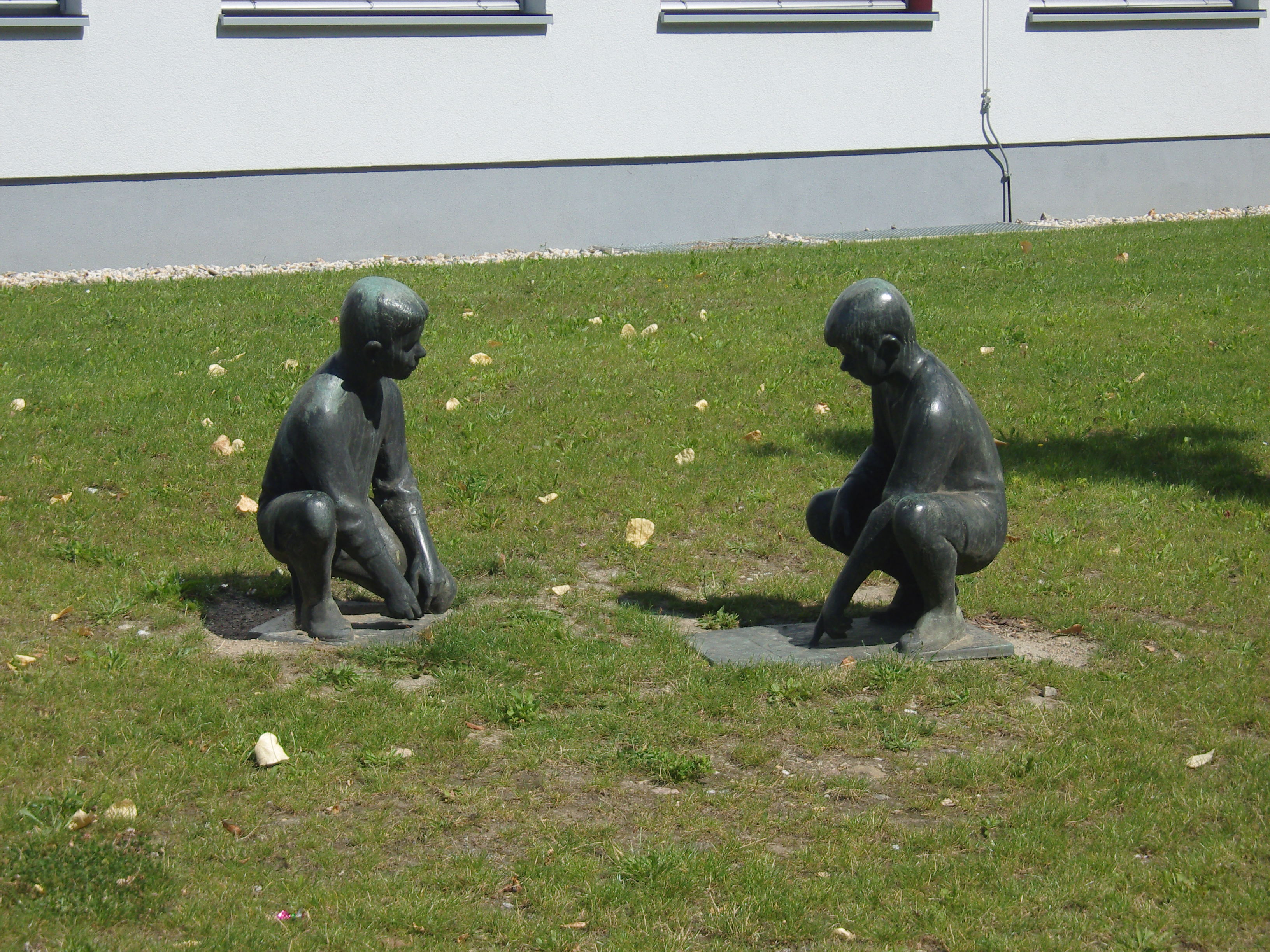
Bronzeplastikgruppe „Zeichnende Kinder“

Die Dresdner Annenschule, später als Annen-Realschule, Annen-Realgymnasium, oder Annen-Gymnasium Dresden im 19. und 20. Jahrhundert bekannt, wurde 1563 durch den Dresdner Rat gegründet. Zuerst als eine Schule im Bartholomäus-Hospital entstanden, wurde sie ab 1600 Chorschule und ab 1619 Lateinschule. Eine erste Blütezeit erlebte die Schule unter ihrem Rektor Christian August Freyberg, der das Amt im Dezember 1719 übernahm. Bereits 1724 wurde die Schule zum Lyzeum erhoben und war damit die dritte höhere Schule Dresdens. Drei Jahre später wurde eine dritte Lehrerstelle bewilligt, nachdem die Schülerzahl kontinuierlich angestiegen war.
Die Schule stand zuerst in der Nähe der Annenkirche. Sie zog 1870 in das südöstlich der Kirche gelegene neu errichtete Schulhaus, das im Renaissancestil nach dem Plan des Stadtbaurats Theodor Friedrich gebaut worden war. Die Schule war innen mit Fresken von Alfred Diethe dekoriert. Der Bendemann-Schüler Diethe erhielt den Auftrag nach einem gewonnenen Wettbewerb des Sächsischen Kunstvereins. Die Themen als ein bürgerliches Bildungsprogramm waren: 1. Luthers Thesenanschlag, 2. Künstler und Gelehrte am Hof der Medici, 3. Die Entdeckung Amerikas, 4. Die Pflege des Landbaus und der Gewerbe durch Vater August und Mutter Anna. Die Themen erinnern an die Zeit des frühbürgerlichen Aufschwungs, an den Humanismus und an die Reformation in Sachsen.

Die Schule wurde 1936 in die Oberrealschule der Seevorstadt integriert. 

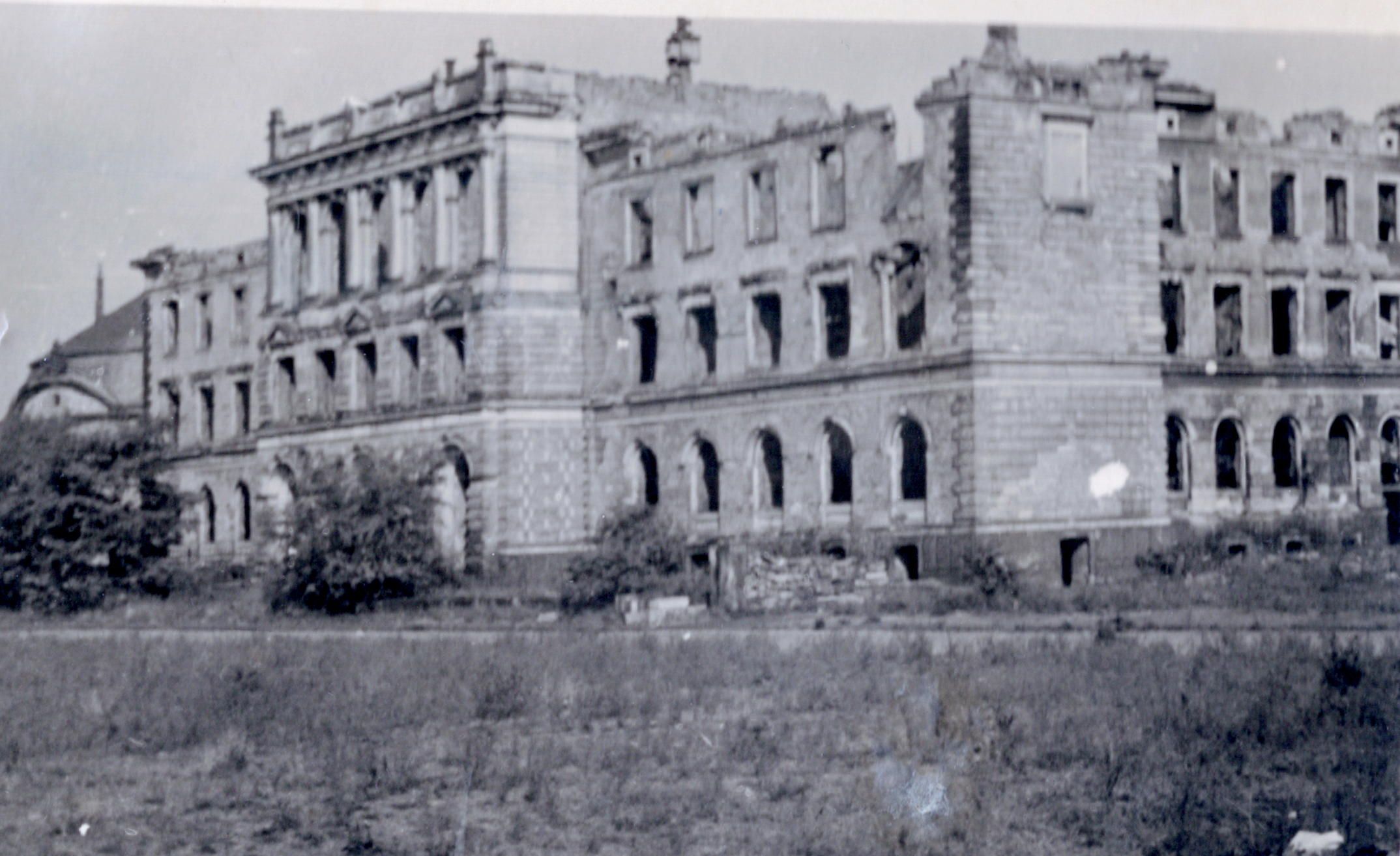
Ruine der Annenschule in Dresden, aufgenommen Anfang 1948, zerstört beim Bombenangriff am 13. Februar 1945

 Während der Luftangriffe auf Dresden im Februar 1945 wurde das Schulgebäude schwer beschädigt, die Ruine stand noch in den 1950er Jahren.
Nach Schließung der Einrichtung im Jahr 2002 wurde das Gelände Annen Campus von der Dresden International School übernommen.
Vor der Schule befindet sich eine lebensgroße Bronzeplastikgruppe „Zeichnende Kinder“ von Hans Klakow aus dem Jahr 1961. Dargestellt sind zwei Jungen, ursprünglich gehörte zur Gruppe ein Mädchen, die Kindergruppe wurde mehrfach gegossen.

## Bekannte Schüler
| Persönlichkeit           | Lebensdaten | Quelle und Anmerkungen |
| ------------------------ | ----------- | --- |
| Emil Peschel             | 1835–1912   | Historiker, Sprachwissenschaftler, Museumsdirektor, Hofrat und Biograf Theodor Körners |
| Georg Helm               | 1851–1923   | Mathematiker |
| Louis Brandeis           | 1856–1941   | erster jüdischer Richter am Obersten Gerichtshof der Vereinigten Staaten, nach dem die heutige Brandeis Universität benannt wurde. Er besuchte die Annenschule 1873–1875. |
| Georg Irrgang            | 1860–1939   | Schriftsteller, der Operntexte für Karl Grammann verfasste, und jahrzehntelang Redakteur des Dresdner Anzeigers |
| Richard Seyfert          | 1862–1940   | Pädagoge und deutscher Politiker (Nationalliberale Partei, DDP). Er besuchte die Annenschule 1872–1875. |
| Heinrich August Meißner  | 1862–1940   | Deutscher Ingenieur und Eisenbahnbauer, ab 1904 Pascha im Osmanischen Reich |
| Alfred Meiche            | 1870–1947   | Historiker, Volkskundler und Sprachforscher |
| Paul Ssymank             | 1874–1942   | Gymnasiallehrer, Studentenhistoriker |
| Arnold Schering          | 1877–1941   | Musikwissenschaftler |
| Georg Ernst Wilhelm Berg | 1878–1946   | Geologe und Mineraloge |
| Rudolf Kühn              | 1886–1950   | Architekt und Baubeamter, Stadtbaurat von Altenburg, Forst und Breslau |
| Max Richter              | 1887–1978   | Politiker (Deutsche Volkspartei), Reichstagsabgeordneter, Staatsrat für Thüringen (Altenburg) |
| Wilibald Gurlitt         | 1889–1963   | Musikwissenschaftler |
| Fritz Reuter             | 1896–1963   | Komponist, Musikwissenschaftler und Pädagoge |
| Hermann Wanderscheck     | 1907–1971   | Redakteur und Referent im Reichsministerium für Volksaufklärung und Propaganda, Theaterkritiker und Dramatiker |
| Horst Peschel            | 1909–1989   | ordentlicher Professor für Sphäroidische und Physikalische Geodäsie an der Technischen Universität Dresden, Präsident der Kammer der Technik |
| Hans-Günther Rassmann    | 1909–1990   | Industrieunternehmer, Stellv. Institutsdirektor am Forschungsinstitut für Metallische Spezialwerkstoffe Dresden der Deutschen Akademie der Wissenschaften zu Berlin (DAW), Professor für Sonderwerkstoffe an der TU Dresden, Kunstsammler. Von 1920 bis 1929 besuchte er das Realgymnasium Annenschule. |
| Wilhelm Vaillant         | 1909–1993   | Elektroingenieur, Unternehmer, Arzt und Philanthrop |
| Wolfgang Böhme           | 1926–2012   | Meteorologe. Er besuchte die Annenschule 1936–1944. |
| Katja Kipping            | * 1978      | Politikerin (Die Linke) |
| Katharina Günther-Wünsch | * 1983      | Politikerin (CDU). Senatorin für Bildung, Jugend und Familie des Landes Berlin im Senat Wegner. Abitur auf der Annenschule 2001. |